# Grensmarkering
Een grensmarkering, ook soms grensmarker genoemd, is een fysieke aanduiding van een grens in het landschap. Grensmarkeringen zijn er in allerlei vormen, zoals grenspalen, banpalen, grensstenen, grensbomen, waterlopen, wegen, wegmarkeringen, aanduidingsborden, heggen, hekken, muren en andere erfafscheidingen.

## Voorbeelden van bekende grensmarkeringen

### Grenspalen
- Grenspaal
- Zuildragende schildpad; een figuurlijke grenspaal tussen sloop en niet-sloop in Nieuwmarktbuurt, Amsterdam
- Wijngaardmarkering

### Waterlopen
- Hollandse Waterlinie
- Merkske

### Op kaarten
- Groene Lijn (grens)

### Aanduidingsborden
- Verboden toegang

### Muren
- Berlijnse Muur
- Chinese Muur
- Israëlische Westoeverbarrière